# Błękitna Gwardia
Błękitna Gwardia (słoweń. Plava Garda) – nieoficjalne oznaczenie słoweńskiego odłamu czetników podczas II wojny światowej.
Po zajęciu Jugosławii przez wojska niemieckie w kwietniu 1941 r., na obszarze całego kraju rozwinął się podziemny ruch czetnicki, kierowany przez płk. Dragoljuba Mihailovicia. Czetnicy rozpoczęli swoją działalność także w Słowenii. Dzielili się na 2 frakcje.
Pierwsza z nich kierowana przez por. Jože Melahera-Zmagoslava działała na obszarze północnej Styrii. Do końca 1941 r. występowała przeciwko Niemcom, aby ostatecznie przystąpić do komunistycznej partyzantki podporządkowanej Josipowi Broz Ticie; czetnicy ci weszli w skład 26 Dywizji Partyzanckiej Triglav.
Na czele drugiej, liczniejszej frakcji stał mjr Karl Novak, b. oficer Królewskiej Armii Jugosławii. Na przełomie 1941/1942 r. jej kierownictwo podjęło akcję tworzenia własnych oddziałów partyzanckich, nazwanych Jugosłowiańską Armią. Trzonem był Batalion Styryjski (Stajerski bataljon). W poł. maja 1942 r. przemaszerował on z rejonu Lublany do Dolnej Karyntii, gdzie przeprowadzono mobilizację. Jednakże z powodu niewielkiej liczby rekrutów unikano starć z komunistyczną partyzantką. Były też mniejsze oddziały, które zwalczały komunistów.
W sierpniu 1942 r. słoweńscy czetnicy obok m.in. wiejskich milicji z Vaške Straže, czy członków Słoweńskiego Katolickiego Sojuszu Narodowego weszli w skład Ochotniczej Milicji Antykomunistycznej (MVAC), podporządkowanej włoskim władzom okupacyjnym. Utworzyli wówczas tzw. Legion Śmierci (Legija Smrti), liczącą ok. 640 ludzi i składającą się z trzech batalionów. Pomimo tego sekretnie prowadzili zbieranie broni, rekrutację ochotników itp. w ramach MVAC w celu tworzenia nowych oddziałów czetnickich.
We wrześniu 1942 r. do MVAC weszły także w większości inne formacje zbrojne, działające na obszarze Słowenii, jak Słoweński Legion, Sokolski Legion i Narodowy Legion. Spośród ich członków sformowano na pocz. 1943 r. cztery oddziały czetnickie (četniški odredi), nazwane nieoficjalnie Plava Garda.Operowały one głównie na wschód od Lublany pod dowództwem mjr. K. Novaka. W lutym słoweński ruch czetnicki ożywił się. W tym czasie liczebność Legii Śmierci osiągnęła ponad 1,6 tys. czetników. Część z nich odeszła z szeregów MVAC, tworząc Jugosłowiańską Armię Czetnicką. Dzieliła się ona na cztery oddziały:
- Primorski – d-ca Ratomir Cotić,
- Gorenjski – d-ca por. Jože Hlebec,
- Centralni – d-ca mjr Koprivica,
- Stajerski.

Po ogłoszeniu przez Włochy we wrześniu zawieszenia broni i przejściu na stronę aliantów zachodnich, Oddziały Gorenjski i Primorski wycofały się w rejon miejscowości Vrhnika, gdzie następnie przyłączyły się do Słoweńskiej Samoobrony. Liczyły one zaledwie od 10 do 25 ludzi. Cała Jugosłowiańska Armia Czetnicka miała wówczas ok. 400 partyzantów. Jej dowództwo starało się wcielić w swoje szeregi członków Słoweńskiego Legionu, podporządkowanego Słoweńskiej Partii Ludowej, ale nie uzyskało na to zgody.
Jeszcze przed kapitulacją Włochów mjr K. Novak nawiązał kontakt z dowódcami oddziałów czetnickich, działających w rejonie miejscowości Susak i Gorski kotar w Chorwacji. W pierwszych dniach września Centralni Oddział Jugosłowiańskiej Armii Czetnickiej w liczbie ok. 100 ludzi został skierowany do wioski Grčarice koło Kočevja. Zamierzał tam czekać na przybycie z Liki ok. 600 czetników mjr. Bjelajca. Wiązało się to z rzekomym lądowaniem aliantów zachodnich w Istrii. Czetnicy mieli się do nich przyłączyć i wspólnie „wyzwolić” Słowenię. Zamiast aliantów pojawiła się natomiast komunistyczna 14 Dywizja Partyzancka, która 10 września zaatakowała i całkowicie zniszczyła oddział czetnicki. Klęska ta wstrzymała rozwój ruchu czetnickiego w Słowenii. Odtąd nie reprezentował on już siły zdolnej przeciwstawić się komunistom.
Pod sam koniec wojny słoweńscy czetnicy wycofali się wraz z innymi antykomunistycznymi formacjami zbrojnymi na terytorium Austrii, gdzie poddali się Brytyjczykom. Zostali jednak przez nich przekazani władzom jugosłowiańskim i w większości zabici.
Cechą charakterystyczną słoweńskiego ruchu czetnickiego był duży udział Słoweńców w jego działalności. Było to związane w znacznym stopniu z przyrzeczeniem przez płk. D. Mihailovicia włączenia do Słowenii po wojnie Karyntii i Primorskiej.